# Sadali
Sadali (sardinski: Sàdili) je grad i općina (comune) u pokrajini Južnoj Sardiniji u regiji Sardiniji, Italija. Nalazi se na nadmorskoj visini od 765 metara i ima 988 stanovnika.
 Prostire se na 49,61 km². Gustoća naseljenosti je 20 st/km².
Susjedne općine su: Esterzili, Nurri, Seui, Seulo i Villanova Tulo.